# 教法院
教法院（きょうぼういん）は、京都府京都市上京区にある日蓮宗の寺院。山号は具足山。生師法縁。立本寺の塔頭の一つ。

## 概要
- 永正2年（1505年）創建という。

## 境内
- 本堂　伏見宮貞致親王第二之姫宮常子公之大母、島左近（石田三成に仕えた武将）を祀る。

## 寺宝
- 棟方志功『深大無尽蔵』、松村呉春『涅槃図』（京都市指定文化財）、濱本信博『双龍図絵』などを所蔵する。

## 歴代
- 三木随法
- 三木天道　妙宗寺、正行院の代務住職を務める。

## 参考資料
- 日蓮宗寺院大鑑編集委員会『宗祖第七百遠忌記念出版 日蓮宗寺院大鑑』大本山池上本門寺 (1981年)

## 公式サイト
- 公式ウェブサイト（日本語）

| サブスタブ | この項目は、まだ閲覧者の調べものの参照としては役立たない、書きかけの項目です。この項目を加筆・訂正などしてくださる協力者を求めています。このテンプレートは分野別のサブスタブテンプレートやスタブテンプレート（Wikipedia:分野別のスタブテンプレート参照）に変更することが望まれています。 |